# Diecezja Jalapa
Diecezja Jalapa, łac. Dioecesis Ialapensis in Guatimala – diecezja Kościoła rzymskokatolickiego w Gwatemali. Należy do metropolii Santiago de Guatemala. Została erygowana 10 marca 1951 roku.

## Ordynariusze
- Miguel Angel García y Aráuz (1951 - 1987)
- Jorge Mario Avila del Aguila CM (1987 - 2001)
- Julio Edgar Cabrera Ovalle (2001 - 2020)
- José Benedicto Moscoso Miranda (od 2020)